# Символічна логіка
Символічна логіка — сучасний етап розвитку логіки, котрий характеризується всеохопним використанням у цій науці математичних методів, через що він також отримав назву «математична логіка». Символічною сучасна логіка називається через те, що формальний метод, котрий лежить в її основі, передбачає представлення об'єктів вивчення символами та символьними конструкціями. Відтак логіка стає наукою про знаки, семіотикою.
Символічна логіка починається у працях Ґотлоба Фреґе та Джузеппе Пеано і являє собою фактично нову науку, побудовану з нуля на новій, математичній основі. Через це символічна логіка фактично стала розділом математики; в цілому вона протиставляється наявній на момент її утворення традиційній формальній логіці.

## Витоки і становлення
Предтечею символічної логіки є Г. В. Ляйбніц, який вважав за можливе та необхідне створити універсальну терію міркувань, яка б мала вигляд числення (calculus ratiocinator), на зразок створеного ним та І. Ньютоном математичного аналізу. Будуватися це універсальне числення мало в універсальній штучній мові (characteristica universalis). Ляйбніцеві не вдалося здійснити свою програму; нині відомо, що вона нездійсненна в принципі, оскільки універсальне числення повинно містити парадокси.
Перші спроби створення символьних систем здійснив у середині XIX ст. англійський математик Джордж Буль. Він намагався надати логіці алгебраїчної форми. Такий підхід домінував декілька десятиліть, хоча зрештою виявився тупиковим. Найбільш повно його результати викладено в тритомній монографії Е. Шрьодера «Лекції з алгебри логіки», яка до початку XX ст. вважалася класичною.
Програму переорієнтації логіки на вивчення знаків (символів) та знакових систем проголосив у другій половині XIX ст. американський логік Чарлз Пірс. Він оголосив логіку наукою про знаки, і дав їй відповідну нову назву: семіотика. Намагання Пірса створити загальну теорію знаків самі були мало символізовані і не знайшли продовження.
Безпосередня поява символічної логіки зумовлена іншими причинами. У середині XIX ст. математика розвинулася до такого ступеня абстрактності, що в ній почали з'являтися чисто логічні проблеми. Основні з них — це
- визначення критеріїв строгості математичного доведення і
- несуперечливий опис поняття нескінченності.

Ці проблеми породили спеціальну філософсько-математичну дисципліну, яку називають основами математики. Остання потребувала потужної і витонченої логічної техніки, яку не могла забезпечити тодішня схоластична формальна логіка. Через це математикам довелося створювати логіку як науку з нуля. Першою роботою з символічної логіки стала монографія Ґ. Фреґе «Шрифт понять» (1879). У ній введено більшість із тих понять, на яких будується сучасна логіка: поняття формальної мови, логічних операторів, зокрема кванторів, логічного числення, формального доведення. У зв'язку з тодішнім розумінням обґрунтування математики як обґрунтування арифметики проведено логічний аналіз основних арифметичних понять.
Праці Фреґе були мало відомі і невірно трактувалися математиками; через це значна частина його відкриттів була повторена в наступні півтора десятиліття Ч. Пірсом та Дж. Пеано. Знайомство Б. Рассела з працями Фреґе та Пеано призвело до популяризації ним серед математиків ідей символічної логіки, що вилилося в підвищення інтересу до неї та в її бурхливий розвиток на поч. XX ст.

## Предмет і будова
Об'єктом символічної логіки є знання (неважливо, людське чи машинне). Знання у логіці виражається в знаках. Відтак, предметом символічної логіки є символи (знаки), знакові конструкції, знакові системи та процедури, які можливо чи неможливо здійснювати в рамках таких систем.
Звідси, основним методом дослідження в символічній логіці є логістичний або ж формальний (формально-аксіоматичний) метод. Він полягає у представленні елементів знання у вигляді гранично чітко структурованих знакових конфігурацій, правила утворення і перетворення яких недвозначні, а тому допускають строгий аналіз і остаточні висновки про їхні властивості та поведінку.
Вибір методу диктує структурування дисципліни. Основними розділами символічної логіки є логічний синтаксис і логічна семантика.
Третій важливий розділ складають теорії, які досліджують можливість або неможливість виконання будь-яких наперед заданих дій і процедур, а отже можливість чи неможливість розв'язання довільних масових проблем та обчислення заданих довільним чином функцій. Сюди входять теорія алгоритмів, теорія рекурсивних функцій, теорія лямбда-абстракції, теорія абстрактних обчислювальних машин (машин Поста-Тьюрінга) та більш спеціалізовані, такі як теорії нумерацій і степенів нерозв'язності. Цей розділ логіки не має назви, оскільки сучасні математики відмовляються зачисляти його до складу логіки, виділяючи, натомість, в окрему науку (теорію обчислюваності). така позиція, хоч вважається загальновизнаною, є невірною ні історично, ні систематично. Історично теорії розв'язання і обчислюваності будувалися саме в рамках логіки, виходячи з задач логічного характеру. Систематично виділення теорій розв'язності в окрему науку невірне через наявність теорій, що об'єднують в собі проблеми синтаксису і рекурсії. Такими є теорії канонічних числень Е. Поста та формальних систем Р. Смалліана, в яких алгоритми виявляються частинним випадком логічних числень.

## Основні розділи
Суть символічної логіки полягає в дослідженні будь-яких пізнавальних структур та процедур абсолютно строгими методами. Для таких цілей не годяться вже самі природні мови та мови наукових теорій через недостатню чіткість. Тому в символічній логіці дослідження ведеться у спеціальних формальних мовах. Теорія формальних мов є фундаментальним розділом, на якому будуються всі інші розділи символічної логіки, окрім логічної семантики.

## Класичні результати
- Теорема Льовенгейма-Сколема.
- Теореми Поста в алгебрі логіки.
- Теореми про несуперечливість та повноту класичних числень висловлювань та предикатів.
- Теореми Ґьоделя про неповноту.
- Теорема Чорча про нерозв'язність.
- Теза Чорча.
- Теорема Тарського про невираженність.